# Tratturo Lucera-Castel di Sangro

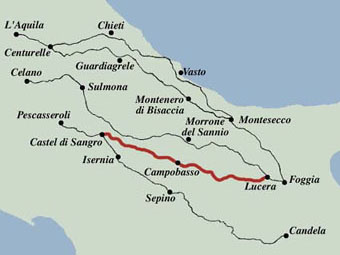
Mappa dei principali tratturi con evidenziato il Tratturo Lucera-Castel di Sangro

Il Regio Tratturo Lucera-Castel di Sangro è tra i principali tratturi dell'Italia meridionale. Era una delle direttrici della transumanza, con una lunghezza di circa 130 km.

## Geografia
Si distacca dal Tratturo Pescasseroli-Candela a Ponte Zittola (41°45′04″N 14°05′34″E), presso Castel di Sangro in Abruzzo, e arriva a Lucera in Puglia, dove si raccorda con il Tratturo Celano-Foggia nei pressi di Vigna Nocelli (41°29′23″N 15°24′53″E).
Nel suo percorso passa nei pressi di Campobasso (a Taverna del Cortile, sulla SS87 verso Ripalimosani), dove è interconnesso al tratturo Pescasseroli-Candela ed al tratturo Celano-Foggia dal braccio Centocelle-Cortile-Matese, e si immette in Puglia nei pressi del Lago di Occhito. Altra interconnessione è quella con il tratturo Celano-Foggia ed il tratturo Ateleta-Biferno tramite il tratturello Castel del Giudice-Sprondasino-Pescolanciano.

## Percorso
I comuni attraversati dal tratturo, elencati in direzione nord-sud, sono:
- Abruzzo
  - Provincia dell'Aquila
    - Castel di Sangro
- Molise
  - Provincia di Isernia
    - Rionero Sannitico, Forlì del Sannio, Roccasicura, Carovilli, Pescolanciano, Chiauci, Civitanova del Sannio

  - Provincia di Campobasso
    - Molise, Duronia, Torella del Sannio, Castropignano, Oratino, Ripalimosani, Campobasso, Campodipietra, Toro, Pietracatella, Gambatesa, Tufara
- Puglia
  - Provincia di Foggia
    - Celenza Valfortore, San Marco la Catola, Volturara Appula, Motta Montecorvino, Volturino, Alberona, Lucera

## Percorrenza
Grazie al progetto "Tr@tturo Coast to Coast" dell'associazione AttraversoilMolise, nasce nel 2013 il primo cammino moderno realizzato su un Regio Tratturo: Il Cammino Sulle Orme dei Sanniti. Il Cammino in otto giorni, dall'Abruzzo attraversando il Molise arriva alla Puglia o viceversa, ripercorrendo integralmente quasi tutto il tracciato originale del Regio Tratturo. Il Cammino è diviso in 8 tappe.

## Monumenti e luoghi d'interesse
Castelli si trovano a:
- Lucera;
- Pescolanciano;
- Castropignano;
- Ripalimosani.

Oratino, con il suo centro storico e la sua rocca, rientra tra I borghi più belli d'Italia.

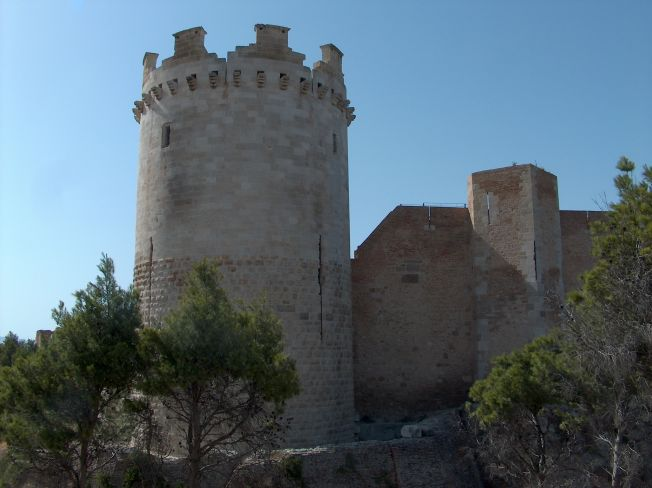
Castello di Lucera
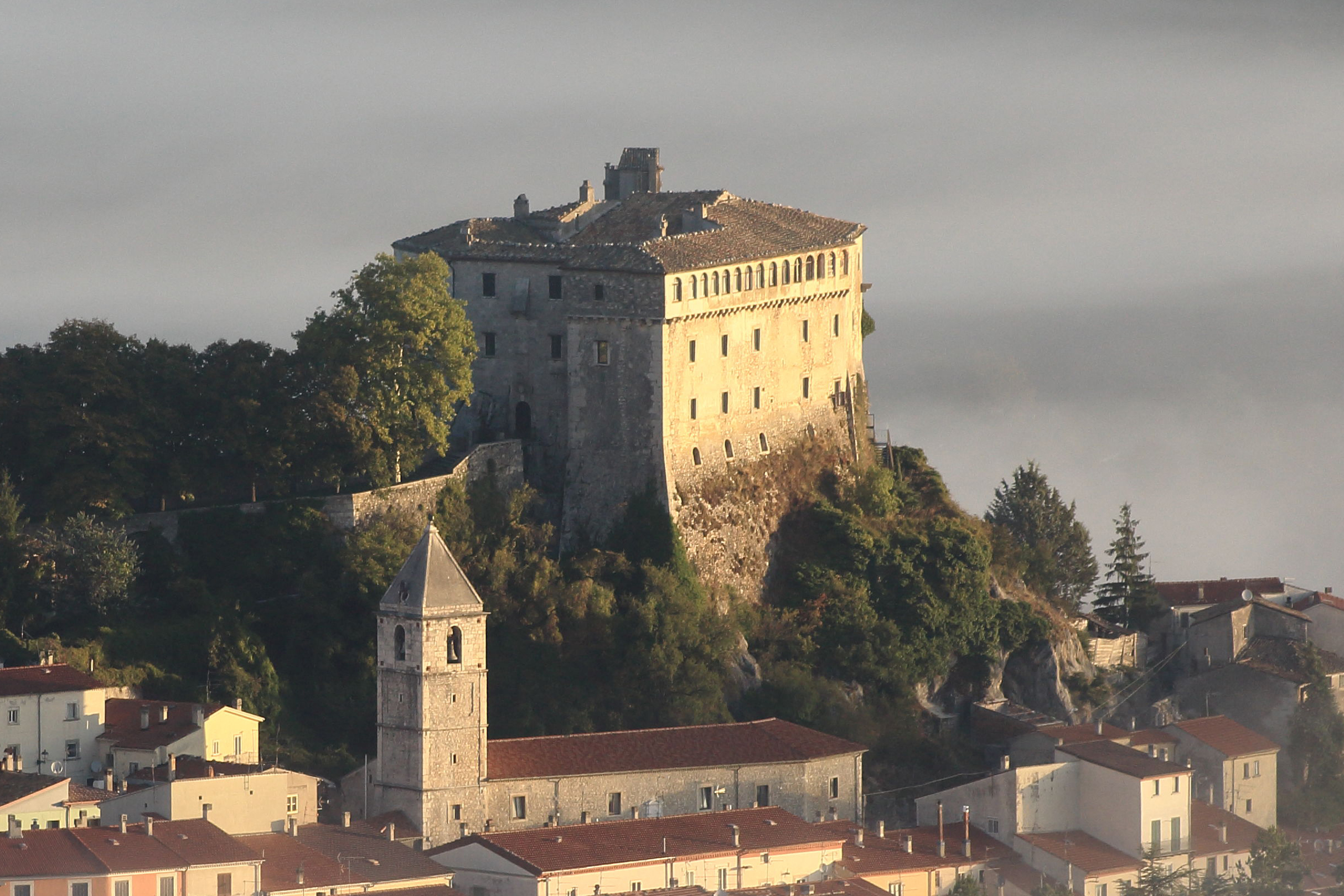
Castello di Pescolanciano
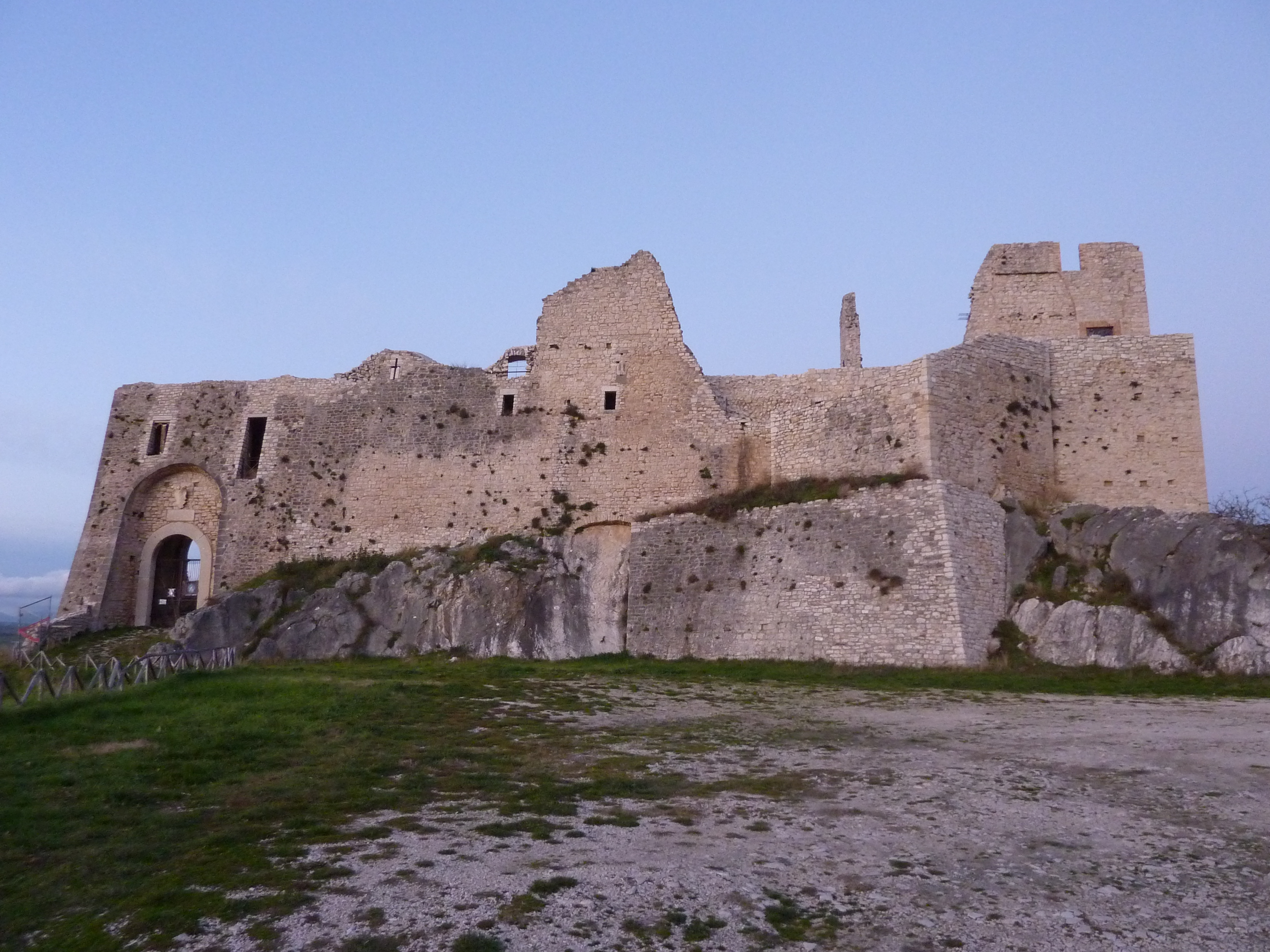
Castropignano: Castello d'Evoli
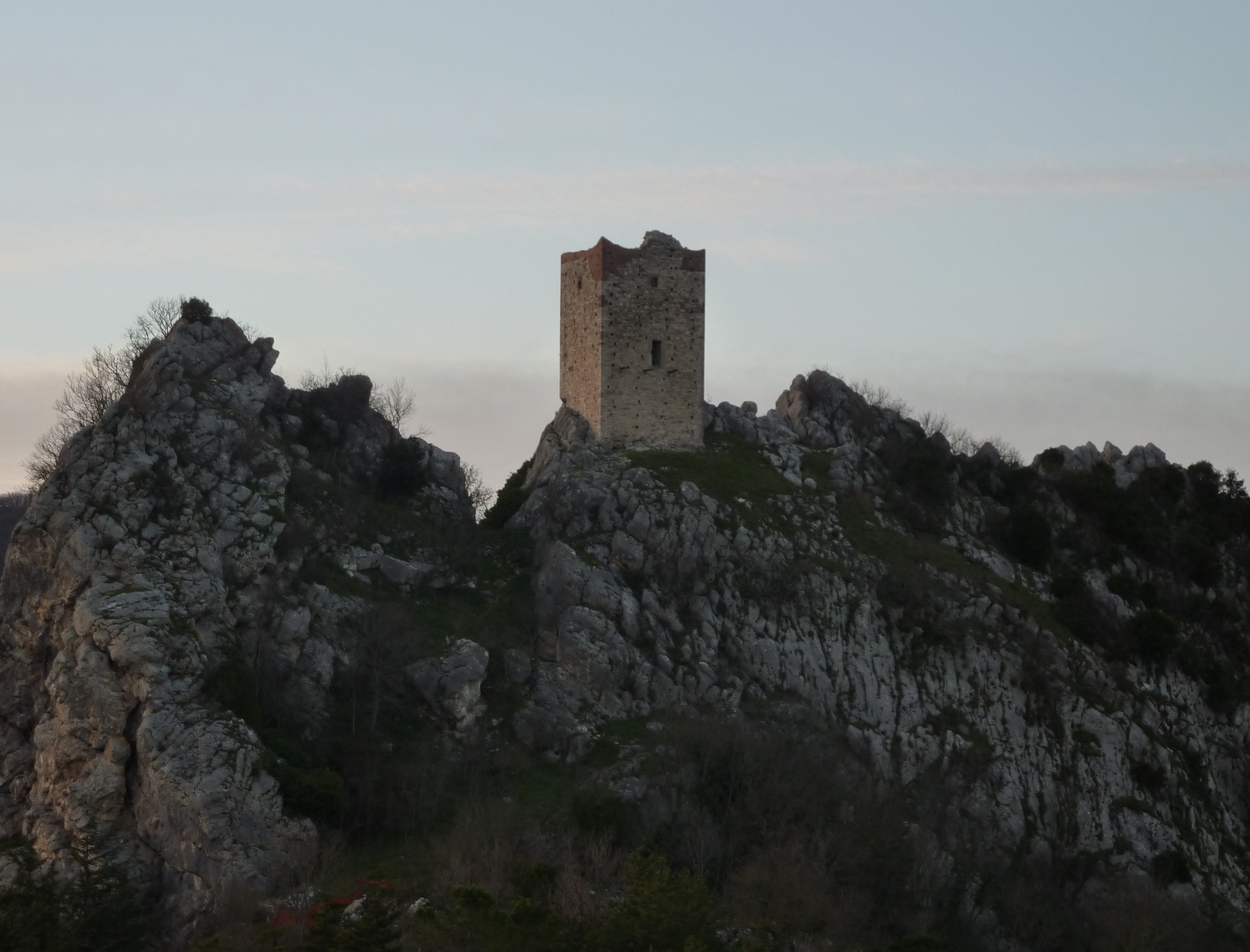
Oratino: la Rocca